# Deutsche Leichtathletik-Meisterschaften 1976/Resultate
Der Hauptteil der Wettbewerbe bei den 76. Deutschen Leichtathletik-Meisterschaften wurde vom 13. bis 15. August 1976 im Frankfurter Waldstadion ausgetragen.
In der hier vorliegenden Auflistung werden die in den verschiedenen Wettbewerben jeweils ersten acht platzierten Leichtathletinnen und Leichtathleten aufgeführt. Eine Übersicht mit den Medaillengewinnerinnen und -gewinnern sowie einigen Anmerkungen zu den Meisterschaften findet sich unter dem Link Deutsche Leichtathletik-Meisterschaften 1976.
Wie immer gab es zahlreiche Disziplinen, die zu anderen Terminen an anderen Orten stattfanden – in den folgenden Übersichten jeweils konkret benannt.

## Meisterschaftsresultate Männer

### 100 m
| Platz | Athlet, Verein                              | Zeit (s) |
| ----- | ------------------------------------------- | -------- |
| 1     | Dieter Steinmann (TV Wattenscheid 01)       | 10,36    |
| 2     | Karlheinz Weisenseel (LG Frankfurt)         | 10,39    |
| 3     | Friedhelm Heckel (SG Osterfeld Oberhausen)  | 10,53    |
| 4     | Heinz Busche (Jugend 07 Bergheim)           | 10,56    |
| 5     | Dieter Gebhard (SV Salamander Kornwestheim) | 10,58    |
| 6     | Klaus-Dieter Bieler (TV Wattenscheid 01)    | 10,61    |
| 7     | Klaus Ehl (TV Wattenscheid 01)              | 10,61    |
| 8     | Heinz-Werner Arnold (ASC Wella Darmstadt)   | 10,85    |

Datum: 14. August
Wind: +1,2 m/s

### 200 m
| Platz | Athlet, Verein                         | Zeit (s) |
| ----- | -------------------------------------- | -------- |
| 1     | Karlheinz Weisenseel (LG Frankfurt)    | 21,05    |
| 2     | Dieter Steinmann (TV Wattenscheid 01)  | 21,17    |
| 3     | Reinhard Borchert (TV Wattenscheid 01) | 21,23    |
| 4     | Klaus Ehl (TV Wattenscheid 01)         | 21,29    |
| 5     | Peter Tegtmeier (DSV Hannover)         | 21,39    |
| 6     | Jürgen Uschmann (TV Wattenscheid 01)   | 21,44    |
| 7     | Udo Thiel (TV Wattenscheid 01)         | 21,55    |
| 8     | Peter Sassnink (LG Schönbuch)          | 21,76    |

Datum: 15. August
Wind: +0,9 m/s

### 400 m
| Platz | Athlet, Verein                                   | Zeit (s) |
| ----- | ------------------------------------------------ | -------- |
| 1     | Lothar Krieg (ASC Wella Darmstadt)               | 45,95    |
| 2     | Franz-Peter Hofmeister (TSV Bayer 04 Leverkusen) | 46,16    |
| 3     | Bernd Herrmann (TSV Bayer 04 Leverkusen)         | 46,36    |
| 4     | Werner Schmal (LG Frankfurt)                     | 46,80    |
| 5     | Ludger Zander (SpVgg Herten)                     | 47,08    |
| 6     | Karl-Heinz Bischoff (VfB Stuttgart)              | 47,30    |
| 7     | Michael Düsing (Jugend 07 Bergheim)              | 47,43    |
| 8     | Joachim Rabstein (TV Ewersbach)                  | 47,79    |

Datum: 14. August

### 800 m
| Platz | Athlet, Verein                            | Zeit (min) |
| ----- | ----------------------------------------- | ---------- |
| 1     | Willi Wülbeck (SG Osterfeld Oberhausen)   | 1:46,7     |
| 2     | Josef Schmid (SV Salamander Kornwestheim) | 1:47,5     |
| 3     | Bernd Töpfer (LG Frankfurt)               | 1:47,8     |
| 4     | Reiner Burmester (VfL Wolfsburg)          | 1:47,9     |
| 5     | Heinz Langenbach (CVJM Siegen)            | 1:48,0     |
| 6     | Heinz Maier (TV Eggenfelden)              | 1:48,3     |
| 7     | Rüdiger Möhler (LG Sieg)                  | 1:48,7     |
| 8     | Carlo Seck (ASC Wella Darmstadt)          | 1:48,9     |

Datum: 15. August

### 1500 m
| Platz | Athlet, Verein                          | Zeit (min) |
| ----- | --------------------------------------- | ---------- |
| 1     | Paul-Heinz Wellmann (TuS 04 Leverkusen) | 3:41,0     |
| 2     | Thomas Wessinghage (TuS 04 Leverkusen)  | 3:41,4     |
| 3     | Karl Fleschen (LG Vulkaneifel)          | 3:41,9     |
| 4     | Harald Schmaus (LAC Quelle Fürth)       | 3:42,4     |
| 5     | Peter Belger (TuS 04 Leverkusen)        | 3:42,8     |
| 6     | Rudi Pagel (SV Salamander Kornwestheim) | 3:44,1     |
| 7     | Anton Kirschbaum (TV Wattenscheid 01)   | 3:44,2     |
| 8     | Adolf Wallheinke (LG Göttingen)         | 3:44,2     |

Datum: 14. August

### 5000 m
| Platz | Athlet, Verein                                | Zeit (min) |
| ----- | --------------------------------------------- | ---------- |
| 1     | Klaus-Peter Hildenbrand (ASC Wella Darmstadt) | 13:33,0    |
| 2     | Peter Weigt (Stuttgarter Kickers)             | 13:38,8    |
| 3     | Michael Lederer (ASC Wella Darmstadt)         | 13:44,8    |
| 4     | Frank Zimmermann (SCC Berlin)                 | 13:46,0    |
| 5     | Wolf-Dieter Poschmann (TV Wattenscheid 01)    | 13:52,0    |
| 6     | Detlef Schröder (TV Wattenscheid 01)          | 13:56,8    |
| 7     | Christoph Herle (OSC Hoechst)                 | 14:00,8    |
| 8     | Ingo Sensburg (Neuköllner Sportfreunde)       | 14:04,6    |

Datum: 14. August

### 10.000 m
| Platz | Athlet, Verein                                | Zeit (min) |
| ----- | --------------------------------------------- | ---------- |
| 1     | Klaus-Peter Hildenbrand (ASC Wella Darmstadt) | 28:35,8    |
| 2     | Peter Weigt (Stuttgarter Kickers)             | 28:37,0    |
| 3     | Ingo Sensburg (Neuköllner Sportfreunde)       | 28:42,0    |
| 4     | Hans-Jürgen Orthmann (LG Sieg)                | 28:43,4    |
| 5     | Michael Karst (SV Saar 05 Saarbrücken)        | 28:51,0    |
| 6     | Günther Kohl (SC Vöhringen)                   | 28:55,4    |
| 7     | Wolf-Dieter Poschmann (TV Wattenscheid 01)    | 29:09,6    |
| 8     | Josef Lechner (TSV Meitingen)                 | 29:13,8    |

Datum: 11. September
fand in Lübeck statt

### Marathon
| Platz | Athlet, Verein                                    | Zeit (h)  |
| ----- | ------------------------------------------------- | --------- |
| 1     | Paul Angenvoorth (FC Bayer 05 Uerdingen)          | 2:15:56,6 |
| 2     | Karl Mann (ASC Wella Darmstadt)                   | 2:18:48,2 |
| 3     | Jochen Schirmer (LG Jägermeister Bonn-Troisdorf)  | 2:19:13,0 |
| 4     | Wolf-Dieter Poschmann (TV Wattenscheid 01)        | 2:21:39,2 |
| 5     | Winfried Hellwig (LG Jägermeister Bonn-Troisdorf) | 2:22:38,2 |
| 6     | Günter Schmitt (USC Mainz)                        | 2:22:57,4 |
| 7     | Werner Schumann (ASC Wella Darmstadt)             | 2:23:23,6 |
| 8     | Robert Eiermann (ESV München-Neuaubing)           | 2:23:29,0 |

Datum: 16. Mai
fand in Krefeld statt

### Marathon, Mannschaftswertung
| Platz | Verein, Besetzung                                                               | Zeit (h) |
| ----- | ------------------------------------------------------------------------------- | -------- |
| 1     | ASC Wella Darmstadt (Karl Mann, Werner Schumann, Helmut Jesberg)                | 7:05:52  |
| 2     | LG Jägermeister Bonn-Troisdorf (Jochen Schirmer, Winfried Hellwig, Gerd Escher) | 7:09:04  |
| 3     | LAC Quelle Fürth (Reinhard Leibold, Anton Gorbunow, Oswald Engel)               | 7:22:56  |
| 4     | Preussen Krefeld (Gerd Quack, Paul Peeters, Willi Roggenbach)                   | 7:24:01  |
| 5     | SCC Berlin (Wolfram Weber, Peter Greif, Christian Ziervogel)                    | 7:39:13  |
| 6     | Gut-Heil Neumünster (Willi Wetzel, Willi Viersbach, Hans Wetzel)                | 7:41:05  |
| 7     | OSC Hoechst (Lothar Lauffs, Günter Manthey, Alfred Müller)                      | 7:44:23  |
| 8     | Karlsruher SC (Günter Conzelmann, Otto Metzger, Claus Flohrer)                  | 7:51:35  |

Datum: 16. Mai
fand in Krefeld statt

### 110 m Hürden
| Platz | Athlet, Verein                              | Zeit (s) |
| ----- | ------------------------------------------- | -------- |
| 1     | Rolf Ziegler (SKV Eglosheim)                | 14,08    |
| 2     | Guido Kratschmer (USC Mainz)                | 14,19    |
| 3     | Ishtiaq Mubarak / Malaysia (USC Mainz)      | 14,32    |
| 4     | Volker Warbende (TV Wattenscheid 01)        | 14,50    |
| 5     | Manfred Rist (ASV Köln)                     | 14,57    |
| 6     | Winfried Kessel (TK Grevenbroich)           | 14,61    |
| 7     | Dieter Gebhard (SV Salamander Kornwestheim) | 14,68    |
| 8     | Erwin Söntgerath (TSV Bayer 04 Leverkusen)  | 14,73    |

Datum: 15. August
Rolf Ziegler gelang es in diesem Jahr, Deutscher Meister über die kurze und die lange Hürdenstrecke zu werden – ein seltener Fall. Allerdings standen die Leistungen auf beiden Strecken nicht auf einem hohen internationalen Niveau.
Wind: ±0,0 m/s

### 400 m Hürden
| Platz | Athlet, Verein                              | Zeit (s) |
| ----- | ------------------------------------------- | -------- |
| 1     | Rolf Ziegler (SKV Eglosheim)                | 49,88    |
| 2     | Ulrich Zunker (LBV Phönix Lübeck)           | 50,81    |
| 3     | Elmar Peterke (LG Lahr)                     | 51,20    |
| 4     | Thomas Löwe (TSG Weinheim)                  | 51,53    |
| 5     | Axel Salander (LG Wedel-Pinneberg)          | 51,64    |
| 6     | Reiner Föhrenbach (TSV Bayer 04 Leverkusen) | 51,78    |
| 7     | Dieter Friedrich (LG PSV/WSV Wuppertal)     | 52,23    |
| DNS   | Harald Schmid (TV Gelnhausen)               |          |

Datum: 14. August

### 3000 m Hindernis
| Platz | Athlet, Verein                                     | Zeit (min) |
| ----- | -------------------------------------------------- | ---------- |
| 1     | Michael Karst (SV Saar 05 Saarbrücken)             | 8:32,2     |
| 2     | Josef Lechner (TSV Meitingen)                      | 8:40,2     |
| 3     | Wilhelm Jungbluth (LG Jägermeister Bonn-Troisdorf) | 8:41,2     |
| 4     | Willi Maier (SV Salamander Kornwestheim)           | 8:43,6     |
| 5     | Manfred Schoeneberg (OSC Thier Dortmund)           | 8:44,0     |
| 6     | Oskar Huber (TV Kempten)                           | 8:45,0     |
| 7     | Alfons Graf (LG Ortenau-Nord)                      | 8:45,4     |
| 8     | Klaus Schäfer (LC Mengerskirchen)                  | 8:46,0     |

Datum: 15. August

### 4 × 100 m Staffel
| Platz | Verein, Besetzung                                                                                   | Zeit (s) |
| ----- | --------------------------------------------------------------------------------------------------- | -------- |
| 1     | TV Wattenscheid 01 I (Klaus Ehl, Klaus-Dieter Bieler, Dieter Steinmann, Reinhard Borchert)          | 39,95    |
| 2     | OSC Thier Dortmund (Duerkop, Bernd Goldstein, Hotfield, Meyer)                                      | 40,74    |
| 3     | TV Wattenscheid 01 II (Axel Glörfeld, Jürgen Uschmann, Klaus Peter Diedler, Udo Thiel)              | 40,79    |
| 4     | Jugend 07 Bergheim (Heinz Busche, Späte, Dietmar Laufenberg, Karl-Josef Siep)                       | 40,90    |
| 5     | LG Frankfurt (Werner Schmal, Gerold Hein, Karlheinz Weisenseel, Uwe Eisenreich)                     | 41,07    |
| 6     | SG Osterfeld Oberhausen (Klaus-Werner Conrad, Rainer Briel, Michael Schmidtmeier, Friedhelm Heckel) | 41,11    |
| 7     | TSV Bayer 04 Leverkusen (Helmut Leibner, Helmut Klöck, Ulrich Haupt, Manfred Ommer)                 | 41,12    |
| 8     | SV Salamander Kornwestheim (Wolfgang Jäger, Dieter Gebhard, Bruno Werner, Karlheinz Klotz)          | 41,50    |

Datum: 14. August

### 4 × 400 m Staffel
| Platz | Verein, Besetzung                                                                                 | Zeit (min) |
| ----- | ------------------------------------------------------------------------------------------------- | ---------- |
| 1     | TSV Bayer 04 Leverkusen (Günter Karge, Reiner Föhrenbach, Franz-Peter Hofmeister, Bernd Herrmann) | 3:07,9     |
| 2     | VfB Stuttgart (Falko Geiger, Gerhard Burkhardt, Uwe Lenz, Karl-Heinz Bischoff)                    | 3:10,1     |
| 3     | OSC Thier Dortmund (Deter, Thomas Wilking, Budden, Werner Niederquell)                            | 3:10,3     |
| 4     | VfL Wolfsburg (Stark, Rudolf Brumund, Starke, Kasten)                                             | 3:10,7     |
| 5     | ASC Wella Darmstadt (Kurt Siehl, Fritz Schäfer, Reinhard Aechtle, Lothar Krieg)                   | 3:11,5     |
| 6     | FC Bayer 05 Uerdingen (Christoph Trappe, Fritz Tille, Gleen, Uwe Schummer)                        | 3:12,8     |
| 7     | LG PSV/WSV Wuppertal (Horst Treibert, Dieter Friedrich, Dirk Altenrath, Ferdy Ohrmann)            | 3:13,1     |
| 8     | LG Wedel-Pinneberg (Bongartz, Bernd Smrcka, Michael Krieg, Axel Salander)                         | 3:15,1     |

Datum: 15. August

### 4 × 800 m Staffel
| Platz | Verein, Besetzung                                                                        | Zeit (min) |
| ----- | ---------------------------------------------------------------------------------------- | ---------- |
| 1     | TuS 04 Leverkusen (Jürgen Thiel, Axel Pohlmann, Paul-Heinz Wellmann, Thomas Wessinghage) | 7:22,8     |
| 2     | SV Salamander Kornwestheim (Willi Maier, Christoph Herle, Rudi Pagel, Josef Schmid)      | 7:23,6     |
| 3     | ASC Wella Darmstadt (Schäfer, Reinhard Aechtle, Klaus-Peter Hildenbrand, Carlo Seck)     | 7:25,6     |
| 4     | SV Darmstadt 98 (Peter Horn, M. Reibold, Hans Reibold, Jürgen Lorösch)                   | 7:26,9     |
| 5     | Post SV Trier (Johannes Buck, Helmut Neurohr, Vleses, Albert Lang)                       | 7:30,1     |
| 6     | VfL Wolfsburg (Potschka, Jürgen Lubrecht, Ulrich Parthier, Reiner Burmester)             | 7:30,2     |
| 7     | Hamburger SV (Ralph Meyer, Heino Wenderoth, Horst Gnüchtel, Alfred Pankow)               | 7:30,9     |
| 8     | MTV Ingolstadt (Hans-Peter Ferner, Leonhard Händl, Reinhard Wiedemann, Hans Lang)        | 7:31,1     |

Datum: 5. September
fand in Hannover statt

### 4 × 1500 m Staffel
| Platz | Verein, Besetzung                                                                                   | Zeit (min)  |
| ----- | --------------------------------------------------------------------------------------------------- | ----------- |
| 1     | TuS 04 Leverkusen (Eberhard Weyel, Peter Belger, Paul-Heinz Wellmann, Thomas Wessinghage)           | 15:12,8 BRV |
| 2     | LAC Quelle Fürth (Hans Bruckmeier, Alfred Rupp, Günter Zahn, Harald Schmaus)                        | 15:26,80000 |
| 3     | TV Wattenscheid 01 (Detlef Schröder, Hans-Dieter Schulten, Wolf-Dieter Poschmann, Anton Kirschbaum) | 15:27,40000 |
| 4     | LG Bonn-Troisdorf (Detlef Uhlemann, Bernhard Dreifürst, Winfried Hellwig, Wilhelm Jungbluth)        | 15:28,20000 |
| 5     | Rot-Weiß Koblenz (Hartmut Tietze, Franz-Josef Weihrauch, Erich Schulz, Christian Collisy)           | 15:37,20000 |
| 6     | SV Saar 05 Saarbrücken (Peter Alt, Wolfgang Berwanger, Werner Dörrenbächer, Michael Karst)          | 15:37,40000 |
| 7     | LG Ludwigshafen (Gerd Hammel, Hans Giesa, Georg Krüger, Günter Lenske)                              | 15:41,60000 |
| 8     | LG Göttingen (Teuteberg, Wickmann, Rieche, Adolf Wallheinke)                                        | 15:45,00000 |

Datum: 5. September
fand in Hannover statt
TuS 04 Leverkusen stellte mit 15:12,8 min einen neuen DLV-Rekord für Vereinsstaffeln auf.

### 20-km-Gehen
| Platz | Athlet, Verein                              | Zeit (h)  |
| ----- | ------------------------------------------- | --------- |
| 1     | Gerhard Weidner (TSV Salzgitter)            | 1:31:53,8 |
| 2     | Hans Binder (Post-SV Mühldorf)              | 1:35:25,4 |
| 3     | Hans Michalski (Eintracht Frankfurt)        | 1:36:57,0 |
| 4     | Heinrich Schubert (Eintracht Bad Kreuznach) | 1:38:07,4 |
| 5     | Heinz Mayr (VfL Wolfsburg)                  | 1:38:55,4 |
| 6     | Julius Müller (Eintracht Frankfurt)         | 1:38:57,8 |
| 7     | Wolfgang Werner (LAC Quelle Fürth)          | 1:39:14,6 |
| 8     | Bernhard Schmidt (VfL Wolfsburg)            | 1:39:31,6 |

Datum: 14. August

### 20-km-Gehen, Mannschaftswertung
| Platz | Verein, Besetzung                                                      | Zeit (h)  |
| ----- | ---------------------------------------------------------------------- | --------- |
| 1     | Eintracht Frankfurt (Hans Michalski, Julius Müller, Walter Drössler)   | 4:56:16,0 |
| 2     | TSV Salzgitter (Gerhard Weidner, Karl Degener, Hans-Joachim Kloppe)    | 4:56:58,6 |
| 3     | VfL Wolfsburg (Heinz Mayr, Bernhard Schmidt, Börstler)                 | 5:01:44,0 |
| 4     | VfV Hildesheim (Walter Schwoche, Wochnik, Nichtenberg)                 | 5:08:54,6 |
| 5     | TuS Ricklingen (Michael Ritter, J. Meyer, Lüdtke)                      | 5:09:43,0 |
| 6     | TSG 1878 Heidelberg (Peter Norden, Haag, Heinrich Jakob)               | 5:11:12,6 |
| 7     | LAC Quelle Fürth (Wolfgang Werner, Alfons Schwarz, Leopold Frey)       | 5:15:17,4 |
| 8     | Eintracht Bad Kreuznach (Heinrich Schubert, Meininger, Gerd Birnstock) | 5:15:56,6 |

Datum: 14. August

### 50-km-Gehen
| Platz | Athlet, Verein                              | Zeit (h) |
| ----- | ------------------------------------------- | -------- |
| 1     | Gerhard Weidner (TSV Salzgitter)            | 4:07:00  |
| 2     | Hans Binder (Post-SV Mühldorf)              | 4:16:00  |
| 3     | Heinrich Schubert (Eintracht Bad Kreuznach) | 4:19:52  |
| 4     | Hans Michalski (Eintracht Frankfurt)        | 4:22:22  |
| 5     | Horst-Rüdiger Magnor (Eintracht Frankfurt)  | 4:23:06  |
| 6     | Michael Ritter (TuS Ricklingen)             | 4:23:12  |
| 7     | Walter Schwoche (VfV Hildesheim)            | 4:24:19  |
| 8     | Alfons Schwarz (LAC Quelle Fürth)           | 4:25:58  |

Datum: 10. Oktober
fand in Rhede statt

### 50-km-Gehen, Mannschaftswertung
| Platz | Verein, Besetzung                                                           | Zeit (h) |
| ----- | --------------------------------------------------------------------------- | -------- |
| 1     | TSV Salzgitter (Gerhard Weidner, Hans-Joachim Kloppe, Karl Degener)         | 13:20:00 |
| 2     | Eintracht Frankfurt (Hans Michalski, Horst-Rüdiger Magnor, Walter Drössler) | 13:24:31 |
| 3     | VfV Hildesheim (Walter Schwoche, Wochnik, Hintenberg)                       | 13:34:22 |
| 4     | TuS Ricklingen (Michael Ritter, J. Meyer, Lüdtke)                           | 13:38:52 |
| 5     | Post-SV Mühldorf (Hans Binder, Josef Stangl, Peter Thurner)                 | 13:43:21 |
| 6     | VfL Wolfsburg (Bernhard Schmidt, Börstler, Götz)                            | 13:48:55 |
| 7     | Eintracht Bad Kreuznach (Heinrich Schubert, Walter Barzen, Koch)            | 13:58:20 |
| 8     | TSG 1878 Heidelberg (Heyda, Peter Norden, Heinrich Jakob)                   | 14:17:50 |

Datum: 10. Oktober
fand in Rhede statt

### Hochsprung
| Platz | Athlet, Verein                              | Höhe (m) |
| ----- | ------------------------------------------- | -------- |
| 1     | Walter Boller (USC Mainz)                   | 2,18     |
| 2     | Wolfgang Killing (Barmer TV 1846 Wuppertal) | 2,18     |
| 3     | Jörg Buchert (LAC Quelle Fürth)             | 2,12     |
| 4     | Bernd Mühle (USC Mainz)                     | 2,12     |
| 5     | Andreas Ketterer (LG Höhr-Grenzhausen)      | 2,12     |
| 5     | Carlo Thränhardt (ASV Köln)                 | 2,12     |
| 7     | Roland Golmbeck (TSV Bayer 04 Leverkusen)   | 2,12     |
| 8     | Milan Jamrich (USC Heidelberg)              | 2,09     |

Datum: 15. August

### Stabhochsprung
| Platz | Athlet, Verein                               | Höhe (m) |
| ----- | -------------------------------------------- | -------- |
| 1     | Günther Lohre (SV Salamander Kornwestheim)   | 5,20     |
| 2     | Wolfgang Mohr (TV Wattenscheid 01)           | 5,10     |
| 3     | Theo Walpurgis (ASV Köln)                    | 5,00     |
| 4     | Wolfgang Reinbold (KSV Hessen Kassel)        | 4,90     |
| 5     | Hans Brinkrolf (LG Ahlen)                    | 4,70     |
| 6     | Reiner Liese (ASC Wella Darmstadt)           | 4,70     |
| 7     | Herbert Czingon (LAZ Neuburg-Schrobenhausen) | 4,70     |
| 8     | Heinz-Josef Chlosta (LAZ bellanett Rhede)    | 4,50     |

Datum: 14. August

### Weitsprung
| Platz | Athlet, Verein                         | Weite (m) |
| ----- | -------------------------------------- | --------- |
| 1     | Hans-Jürgen Berger (TuS 04 Leverkusen) | 7,93      |
| 2     | Helmut Klöck (TSV Bayer 04 Leverkusen) | 7,90      |
| 3     | Hans Baumgartner (TV Heppenheim)       | 7,79      |
| 4     | Horst Fabian (TuS 04 Leverkusen)       | 7,67      |
| 5     | Axel Salander (LG Wedel-Pinneberg)     | 7,60      |
| 6     | Winfried Klepsch (TG 1881 Düsseldorf)  | 7,53      |
| 7     | Jochen Verschl (VfB Stuttgart)         | 7,50      |
| 8     | Harald Strutz (USC Mainz)              | 7,18      |

Datum: 15. August

### Dreisprung
| Platz | Athlet, Verein                        | Weite (m) |
| ----- | ------------------------------------- | --------- |
| 1     | Wolfgang Kolmsee (VfB Stuttgart)      | 16,31     |
| 2     | Joachim Kugler (ASC Wella Darmstadt)  | 16,27     |
| 3     | Richard Kick (LAC Quelle Fürth)       | 16,75     |
| 4     | Ludwig Franz (LAC Quelle Fürth)       | 15,50     |
| 5     | Wolfram Walther (Eintracht Frankfurt) | 15,47     |
| 6     | Michael Sauer (USC Mainz)             | 15,46     |
| 7     | Theo Stappen (TV Wattenscheid 01)     | 15,44     |
| 8     | Bernd Sussner (Eintracht Frankfurt)   | 15,12     |

Datum: 14. August

### Kugelstoßen
| Platz | Athlet, Verein                           | Weite (m) |
| ----- | ---------------------------------------- | --------- |
| 1     | Gerhard Steines (TV Wattenscheid 01)     | 18,64     |
| 2     | Ralf Reichenbach (OSC Berlin)            | 18,34     |
| 3     | Henning Maßholder (TV 1885 Haiger)       | 18,19     |
| 4     | Josef Forst (TV Wattenscheid 01)         | 17,97     |
| 5     | Heinrich Porsch (LG Bamberg)             | 17,58     |
| 6     | Hans-Joachim Rathke (LG Wedel-Pinneberg) | 17,30     |
| 7     | Reinhold König (SV Menden 1864)          | 17,16     |
| 8     | Joachim Tremmel (LG Ludwigshafen)        | 17,02     |

Datum: 15. August

### Diskuswurf
| Platz | Athlet, Verein                               | Weite (m) |
| ----- | -------------------------------------------- | --------- |
| 1     | Hein-Direck Neu (TSV Bayer 04 Leverkusen)    | 60,24     |
| 2     | Peter Melzer (LG Süd Berlin)                 | 56,94     |
| 3     | Lothar Pongratz (TV Wattenscheid 01)         | 55,98     |
| 4     | Klaus-Peter Hennig (TSV Bayer 04 Leverkusen) | 55,94     |
| 5     | Peter Schulze (KSV Hessen Kassel)            | 54,62     |
| 6     | Wolfgang Klein (LC Rehlingen)                | 52,70     |
| 7     | Thomas Berlep (LG Frankfurt)                 | 52,58     |
| 8     | Sigurd Mann (LG Filder)                      | 52,52     |

Datum: 14. August

### Hammerwurf
| Platz | Athlet, Verein                         | Weite (m) |
| ----- | -------------------------------------- | --------- |
| 1     | Karl-Hans Riehm (TV Germania Trier)    | 75,22     |
| 2     | Walter Schmidt (ASC Wella Darmstadt)   | 72,62     |
| 3     | Manfred Hüning (LAZ bellanett Rhede)   | 71,94     |
| 4     | Klaus Ploghaus (ASC Wella Darmstadt)   | 68,58     |
| 5     | Roland Klein (USC Mainz)               | 67,70     |
| 6     | Edwin Klein (TSV Bayer 04 Leverkusen)  | 66,64     |
| 7     | Hans-Martin Lotz (Gut-Heil Neumünster) | 66,44     |
| 8     | Franz-Josef Woltering (VfL Wolfsburg)  | 65,40     |

Datum: 15. August

### Speerwurf
| Platz | Athlet, Verein                             | Weite (m) |
| ----- | ------------------------------------------ | --------- |
| 1     | Michael Wessing (TV Wattenscheid 01)       | 81,90     |
| 2     | Horst Timrner (Gut-Heil Neumünster)        | 76,74     |
| 3     | Peter Mörbel (USC Mainz)                   | 73,46     |
| 4     | Karl John (LC Rehlingen)                   | 72,82     |
| 5     | Helmut Schreiber (LG Staufen)              | 72,54     |
| 6     | Axel Jelten (TSV Schwaben Augsburg)        | 70,78     |
| 7     | Friedel Löser (ASC Wella Darmstadt)        | 68,58     |
| 8     | Klaus Tafelmeier (TSV Bayer 04 Leverkusen) | 68,58     |

Datum: 15. August

### Zehnkampf,1965er Wertung
| Platz | Athlet, Verein                           | P – offiz. Wert. | P – 85er Wert. |
| ----- | ---------------------------------------- | ---------------- | -------------- |
| 1     | Guido Kratschmer (USC Mainz)             | 8265             | 8153           |
| 2     | Claus Marek (LG USC Bochum)              | 8010             | 7893           |
| 3     | Rudolf Brumund (VfL Wolfsburg)           | 7670             | 7494           |
| 4     | Dieter Leyckes (TSV Bayer 04 Leverkusen) | 7624             | 7440           |
| 5     | Winfried Hartweck (ART Düsseldorf)       | 7571             | 7415           |
| 6     | Rudolf Hausner (LG Altmühl-Jura)         | 7510             | 7323           |
| 7     | Herbert Swoboda (USC Mainz)              | 7232             | 7055           |
| 8     | Klaus Flakus (TG Nürtingen)              | 7208             | 7013           |

Datum: 4./5. September
fand in Hannover statt

### Zehnkampf,1965er Wertung, Mannschaftswertung
| Platz | Verein, Besetzung                                                           | Leistung (Pkte) |
| ----- | --------------------------------------------------------------------------- | --------------- |
| 1     | USC Mainz (Guido Kratschmer, Herbert Swoboda, Alexander Wernsdorfer)        | 22.345          |
| 2     | TSV Bayer 04 Leverkusen (Dieter Leyckes, Norbert Hoischen, Theo Steinacker) | 21.779          |
| 3     | TG Nürtingen (Fritz Mehl, Klaus Flakus, Gerhard Klinger)                    | 21.124          |
| 4     | TV Wattenscheid 01 (Gruhlke, Weigel, Blüthgen)                              | 20.295          |
| 5     | LG Jägermeister Bonn-Troisdorf (Walter Mössle, Uli Schmedemann, Wildt)      | 19.993          |

Datum: 4./5. September
fand in Hannover statt
nur 5 Teams in der Wertung

### CrosslaufMittelstrecke –4350 m
| Platz | Athlet, Verein                           | Zeit (min) |
| ----- | ---------------------------------------- | ---------- |
| 1     | Günter Zahn (LAC Quelle Fürth)           | 13:00,4    |
| 2     | Gerd Frähmcke (LG Itzehoe)               | 13:06,0    |
| 3     | Günther Kohl (SC Vöhringen)              | 13:13,6    |
| 4     | Hubert Schmieg (TV Bad Mergentheim)      | 13:16,4    |
| 5     | Ulrich Hutmacher (VfL Lingen)            | 13:19,0    |
| 6     | Manfred Schoeneberg (OSC Thier Dortmund) | 13:19,2    |
| 7     | Willi Holler (LAC Quelle Fürth)          | 13:22,6    |
| 8     | Hans-Jürgen Orthmann (LG Sieg)           | 13:25,6    |

Datum: 14. Februar
fand in Wetter statt

### CrosslaufMittelstrecke –4350 m, Mannschaftswertung
| Platz | Verein, Besetzung                                                            | Platzziffer |
| ----- | ---------------------------------------------------------------------------- | ----------- |
| 1     | LAC Quelle Fürth (Günter Zahn, Willi Holler, Hans Bruckmeier)                | 021         |
| 2     | TV Wattenscheid 01 (Hans-Dieter Schulten, Winfried Hellwig, Detlef Schröder) | 044         |
| 3     | Neuköllner Sportfreunde (Ingo Sensburg, Michael Weiß, Klaus Rathjen)         | 065         |
| 4     | VfL Wolfsburg (Friedel Klement, Rolf Burscheid, Günter Mielke)               | 090         |
| 5     | OSC Thier Dortmund (Manfred Schoeneberg, Schürmann, Brinkmann)               | 109         |
| 6     | Rot-Weiß Koblenz (Christian Collisy, Reinhard Münzel, E. Schulz)             | 113         |
| 7     | Hamburger SV (Bernd-Joachim Deters, Klaus-Dieter Bracht, Schumacher)         | 129         |
| 8     | LG Sieg (Hans-Jürgen Orthmann, Dieter Wiethege, Klaus Orthen)                | 136         |

Datum: 14. Februar
fand in Wetter statt

### CrosslaufLangstrecke –12.350 m
| Platz | Athlet, Verein                                     | Zeit (min) |
| ----- | -------------------------------------------------- | ---------- |
| 1     | Edmundo Warnke (LAC Quelle Fürth)                  | 38:15,8    |
| 2     | Detlef Uhlemann (LG Jägermeister Bonn-Troisdorf)   | 38:33,0    |
| 3     | Michael Karst (SV Saar 05 Saarbrücken)             | 38:39,2    |
| 4     | Wilhelm Jungbluth (LG Jägermeister Bonn-Troisdorf) | 38:55,0    |
| 5     | Wolfgang Krüger (Gut-Heil Neumünster)              | 38:59,6    |
| 6     | Wolf-Dieter Poschmann (TV Wattenscheid 01)         | 39:11,0    |
| 7     | Reinhard Leibold (LAC Quelle Fürth)                | 39:16,6    |
| 8     | Wolfgang Diederichs (ASC Wella Darmstadt)          | 39:40,8    |

Datum: 14. Februar
fand in Wetter statt

### CrosslaufLangstrecke –12.350 m, Mannschaftswertung
| Platz | Verein, Besetzung                                                                  | Platzziffer |
| ----- | ---------------------------------------------------------------------------------- | ----------- |
| 1     | LAC Quelle Fürth I (Edmundo Warnke, Reinhard Leibold, Anton Gorbunow)              | 18          |
| 2     | LG Jägermeister Bonn-Troisdorf I (Detlef Uhlemann, Wilhelm Jungbluth, Gerd Escher) | 19          |
| 3     | ASC Wella Darmstadt I (Wolfgang Diederichs, Karl Mann, Helmut Jesberg)             | 32          |
| 4     | SV Saar 05 Saarbrücken (Michael Karst, Werner Dörrenbächer, Peter Alt)             | 45          |
| 5     | LAC Quelle Fürth II (Oswald Engel, Clemens Schneider-Strittmatter, Horst Wegner)   | 73          |
| 6     | LG Jägermeister Bonn-Troisdorf II (Ludwig Haefele, Tag, Maulbecker)                | 76          |
| 7     | Gut-Heil Neumünster (Wolfgang Krüger, Rüdiger Grube, Udo Philipp)                  | 82          |
| 8     | ASC Wella Darmstadt II (Werner Schumann, Till Lufft, Lutz Philipp)                 | 98          |

Datum: 14. Februar
fand in Wetter statt

## Meisterschaftsresultate Frauen

### 100 m
| Platz | Athletin, Verein                                    | Zeit (s) |
| ----- | --------------------------------------------------- | -------- |
| 1     | Annegret Richter, geb. Irrgang (OSC Thier Dortmund) | 11,06    |
| 2     | Annegret Kroniger (USC Mainz)                       | 11,42    |
| 3     | Elvira Possekel (LG Jägermeister Bonn-Troisdorf)    | 11,42    |
| 4     | Utifon Uko / Nigeria (USC Mainz)                    | 11,52    |
| 5     | Christa Feeder (VfL Wolfsburg)                      | 11,74    |
| 6     | Ursula Pudelko (OSC Thier Dortmund)                 | 11,81    |
| 7     | Elke Decker (TuS 04 Leverkusen)                     | 11,99    |
| 8     | Ursula Witsch (LG DJK boullo Andernach-Neuwied)     | 12,05    |

Datum: 14. August
Wind: +1,4 m/s

### 200 m
| Platz | Athletin, Verein                                    | Zeit (s) |
| ----- | --------------------------------------------------- | -------- |
| 1     | Annegret Richter, geb. Irrgang (OSC Thier Dortmund) | 22,78    |
| 2     | Annegret Kroniger (USC Mainz)                       | 23,32    |
| 3     | Claudia Steger (TSV Göggingen)                      | 23,64    |
| 4     | Christa Feeder (VfL Wolfsburg)                      | 23,99    |
| 5     | Elke Decker (TuS 04 Leverkusen)                     | 24,13    |
| 6     | Brigitte Osel (LG Bamberg)                          | 24,21    |
| 7     | Cornelia Schniggendiller (LG Gütersloh)             | 24,41    |
| 8     | Rita Meurer (TuS 04 Leverkusen)                     | 24,56    |

Datum: 15. August
Wind: −0,4 m/s

### 400 m
| Platz | Athletin, Verein                              | Zeit (s) |
| ----- | --------------------------------------------- | -------- |
| 1     | Rita Wilden, geb. Jahn (TuS 04 Leverkusen)    | 51,47    |
| 2     | Dagmar Fuhrmann, geb. Jost (LG Frankfurt)     | 51,55    |
| 3     | Elke Barth (TSV Bayer Dormagen)               | 52,82    |
| 4     | Brigitte Koczelnik (TuS 04 Leverkusen)        | 53,63    |
| 5     | Marlies Kühn (LG Jägermeister Bonn-Troisdorf) | 54,29    |
| 6     | Heike Neumann (SuS Schalke 96)                | 54,83    |
| 7     | Regina Schmidt (LG Limburg)                   | 54,85    |
| 8     | Evelyn Rauhut (Eintracht Duisburg)            | 54,89    |

Datum: 15. August

### 800 m
| Platz | Athletin, Verein                                     | Zeit (min) |
| ----- | ---------------------------------------------------- | ---------- |
| 1     | Brigitte Kraus (ASV Köln)                            | 2:03,0     |
| 2     | Angelika Traugott, geb. Bittrich (TuS 04 Leverkusen) | 2:03,9     |
| 3     | Gisela Klein, geb. Ellenberger (TuS 04 Leverkusen)   | 2:04,1     |
| 4     | Elisabeth Schacht (OSC Thier Dortmund)               | 2:05,2     |
| 5     | Monika Siegl (LG Staufen)                            | 2:05,2     |
| 6     | Petra Kleinbrahm (TSG Benrath)                       | 2:06,4     |
| 7     | Evelyn Duda (SV Salamander Kornwestheim)             | 2:08,9     |
| 8     | Petra Jürgensen (Hamburger SV)                       | 2:08,9     |

Datum: 14. August

### 1500 m
| Platz | Athletin, Verein                                     | Zeit (min) |
| ----- | ---------------------------------------------------- | ---------- |
| 1     | Brigitte Kraus (ASV Köln)                            | 4:08,4     |
| 2     | Ellen Wellmann, geb. Tittel (TuS 04 Leverkusen)      | 4:13,4     |
| 3     | Monika Greschner (Jugend 07 Bergheim)                | 4:16,7     |
| 4     | Charlotte Teske, geb. Bernhard (ASC Wella Darmstadt) | 4:21,6     |
| 5     | Christine Klemme (LG Göttingen)                      | 4:22,2     |
| 6     | Mathilde Heuing (Bielefelder TG)                     | 4:25,3     |
| 7     | Ines Maiwald (TSV Winnenden)                         | 4:25,7     |
| 8     | Anneliese Herzel (LG Gladbeck)                       | 4:27,8     |

Datum: 15. August

### 3000 m
| Platz | Athletin, Verein                                        | Zeit (min) |
| ----- | ------------------------------------------------------- | ---------- |
| 1     | Brigitte Kraus (ASV Köln)                               | 9:05,6 BR  |
| 2     | Manuela Preuß (FC Bayer 05 Uerdingen)                   | 9:19,2000  |
| 3     | Monika Greschner (Jugend 07 Bergheim)                   | 9:24,6000  |
| 4     | Charlotte Teske, geb. Bernhard (ASC Wella Darmstadt)    | 9:37,6000  |
| 5     | Elvira Hofmann (TV Bad Mergentheim)                     | 9:38,6000  |
| 6     | Gisela Schneider (TuS Iserlohn)                         | 9:40,4000  |
| 7     | Renate Kieninger (LG Offenburg)                         | 9:45,6000  |
| 8     | Päivi Roppo / Finnland (LG Jägermeister Bonn-Troisdorf) | 9:51,4000  |

Datum: 11. September
fand in Lübeck statt
Brigitte Kraus erzielte mit ihrer Siegerzeit von 9:05,6 min einen neuen DLV-Rekord.

### Marathon
| Platz | Athletin, Verein                                                    | Zeit (h) |
| ----- | ------------------------------------------------------------------- | -------- |
| 1     | Christa Vahlensieck, geb. Kofferschläger (Barmer TV 1846 Wuppertal) | 2:40:28  |
| 2     | Manuela Preuß (FC Bayer 05 Uerdingen)                               | 2:43:00  |
| 3     | Gerda Reinke (SCC Berlin)                                           | 2:56:55  |
| 4     | Christa Kloth (SC Wentorf-Reinbek)                                  | 3:00:07  |
| 5     | Ursula Blaschke (SCC Berlin)                                        | 3:03:54  |
| 6     | Irene Schneider (LG Siebengebirge)                                  | 3:12:35  |
| 7     | Anni Horn (LG Schwalm Ziegenhain)                                   | 3:12:46  |
| 8     | Grete Meschede (TV Olpe)                                            | 3:14:20  |

Datum: 16. Mai
fand in Krefeld statt

### Marathon, Mannschaftswertung
| Platz | Verein, Besetzung                                                 | Zeit (h) |
| ----- | ----------------------------------------------------------------- | -------- |
| 1     | SCC Berlin (Gerda Reinke, Ursula Blaschke, Christel Heine)        | 9:21:12  |
| 2     | OSC Hoechst (Ursula Lauffs, Veronika Riotte, Helga Scheidemantel) | 11:22:33 |

Datum: 16. Mai
fand in Krefeld statt
nur 2 Mannschaften in der Wertung

### 100 m Hürden
| Platz | Athletin, Verein                              | Zeit (s) |
| ----- | --------------------------------------------- | -------- |
| 1     | Silvia Kempin, geb. Käwel (TuS 04 Leverkusen) | 13,31    |
| 2     | Ursula Schalück (OSC Thier Dortmund)          | 13,34    |
| 3     | Margit Nißl (TSV Trostberg)                   | 13,94    |
| 4     | Leonore Leidel (TuS 04 Leverkusen)            | 13,95    |
| 5     | Christa Xalter (SV Salamander Kornwestheim)   | 14,07    |
| 6     | Dagmar Schenten (LG Frankfurt)                | 14,27    |
| 7     | Liesel Albert, geb. Krauhs (TV 1895 Elm)      | 14,34    |
| 8     | Iris Decher (TuS 04 Leverkusen)               | 14,84    |

Datum: 15. August
Wind: −1,3 m/s

### 400 m Hürden
| Platz | Athletin, Verein                                | Zeit (s) |
| ----- | ----------------------------------------------- | -------- |
| 1     | Silvia Hollmann (OSC Thier Dortmund)            | 57,9     |
| 2     | Karola Claus (TuS 04 Leverkusen)                | 58,0     |
| 3     | Heike Neumann (SuS Schalke 96)                  | 59,8     |
| 4     | Silvana Eberspächer (STV Singen)                | 60,7     |
| 5     | Gudrun Sprengel (LBV Phönix Lübeck)             | 61,1     |
| 6     | Sabine Lorenzen, geb. Skov (OSC Thier Dortmund) | 62,1     |
| 7     | Marianne Wallers (ASV Süchteln)                 | 62,7     |

Datum: 11. September
fand in Lübeck statt
nur 7 Läuferinnen im Finale

### 4 × 100 m Staffel
| Platz | Verein, Besetzung                                                                                   | Zeit (s) |
| ----- | --------------------------------------------------------------------------------------------------- | -------- |
| 1     | OSC Thier Dortmund (Ina Wallburg, Ursula Pudelko, Annegret Richter – geb. Irrgang, Silvia Hollmann) | 44,62    |
| 2     | TuS 04 Leverkusen (Elke Decker, Rita Meurer, Silvia Kempin – geb. Käwel, Rita Wilden – geb. Jahn)   | 44,82    |
| 3     | TSV Bayer 04 Leverkusen (Marion Schwerdtfeger, Sabine Wecke, Leonore Leidel, Sabine Klöck)          | 45,28    |
| 4     | USC Mainz (Annegret Kroniger, Utifon Uko, Ute Hedicke, Hesse)                                       | 45,94    |
| 5     | VfL Wolfsburg (Marita Schwenker, Christa Feeder, Gudrun Pohl, Silke Rasch)                          | 46,20    |
| 6     | TSV Bayer Dormagen (Judith Wilcock, Elke Barth, Ute Weichenthal, Birgit Seiring)                    | 46,24    |
| 7     | SCC Berlin (Marion Claßen-Beblo, Miller, Seidel, Dohrmann)                                          | 46,54    |
| 8     | LG USC Bochum (Ute Finger, Annette Stein, Uta Höflich, Markert)                                     | 46,74    |

Datum: 15. August

### 4 × 400 m Staffel
| Platz | Verein, Besetzung                                                                                              | Zeit (min) |
| ----- | --- | ---------- |
| 1     | TuS 04 Leverkusen (Brigitte Koczelnik, Gisela Klein – geb. Ellenberger, Rita Wilden – geb. Jahn, Karola Claus) | 3:36,3     |
| 2     | OSC Thier Dortmund (Wuttig, Sabine Lorenzen, geb. Skov, Ina Wallburg, Silvia Hollmann)                         | 3:41,3     |
| 3     | LAZ bellanett Rhede (Tüshaus, Niewenhues, Maria Könning, Roswitha Steverding)                                  | 3:43,8     |
| 4     | SuS Schalke 96 (Gerlinde Gusek, Stammen, Heveling, Heike Neumann)                                              | 3:50,3     |
| 5     | Bielefelder TG (Nardt, Gerlinde Püttmann, Büscher, Beate Plischke)                                             | 3:50,9     |
| 6     | Hamburger SV (Remling, Gesa Thiele, Ute Staehr, Petra Jürgensen)                                               | 3:51,7     |
| 7     | LSG Neunkirchen (Fuchs, Schneider, Brigitte Hennchen, Weller)                                                  | 3:53,0     |
| 8     | LG Sieg (Gerhardus, Gitta Weyel, Lück, Weber)                                                                  | 3:54,1     |

Datum: 14. August

### 3 × 800 m Staffel
| Platz | Verein, Besetzung                                                                                        | Zeit (min) |
| ----- | --- | ---------- |
| 1     | TuS 04 Leverkusen (Christel Schlaukötter, Ellen Wellmann – geb. Tittel, Gisela Klein – geb. Ellenberger) | 6:30,2     |
| 2     | LAZ bellanett Rhede (Irmgard Grommisch, Maria Könning, Roswitha Steverding)                              | 6:33,4     |
| 3     | Bielefelder TG (Nord, Büscher, Czechanowski)                                                             | 6:39,1     |
| 4     | TK Hannover (Krüger, Gabriele Klinger, Rathmann)                                                         | 6:41,9     |
| 5     | Hamburger SV (Remling, Geelhaar, Petra Jürgensen)                                                        | 6:43,7     |
| 6     | LG Jägermeister Bonn-Troisdorf (Elisabeth Kraemer, Ingrid Conrady, Elisabeth Schüler)                    | 6:43,8     |
| 7     | Düsseldorfer SC 99 (Weiß, Hedwig Romeyk, Bommes)                                                         | 6:44,7     |
| 8     | TuS Iserlohn (Erbe, Gisela Schneider, Rita Musiol)                                                       | 6:49,5     |

Datum: 5. September
fand in Hannover statt

### Hochsprung
| Platz | Athletin, Verein                                        | Höhe (m) |
| ----- | ------------------------------------------------------- | -------- |
| 1     | Brigitte Holzapfel (Preussen Krefeld)                   | 1,89     |
| 2     | Karin Geese, geb. Wagner (USC Mainz)                    | 1,83     |
| 3     | Ulrike Meyfarth (ASV Köln)                              | 1,80     |
| 4     | Annette Harnack (TV Sontra)                             | 1,80     |
| 5     | Monika Krolkiewicz (SCC Berlin)                         | 1,75     |
| 6     | Monika Singer (SCC Berlin)                              | 1,75     |
| 7     | Renate Gärtner (Eintracht Frankfurt)                    | 1,75     |
| 8     | Anja Wolf (USC Mainz)                                   | 1,75     |
| 8     | Renate Boschert, geb. Pietschmann (Stuttgarter Kickers) | 1,75     |

Datum: 14. August

### Weitsprung
| Platz | Athletin, Verein                             | Weite (m) |
| ----- | -------------------------------------------- | --------- |
| 1     | Sabine Wecke (TSV Bayer 04 Leverkusen)       | 6,48      |
| 2     | Christa Striezel, geb. Herzog (Hamburger SV) | 6,22      |
| 3     | Iris Künstner (Stadt-Turnverein Singen)      | 6,21      |
| 4     | Edda Trocha, geb. Schmiedel (SG Düren 99)    | 6,16      |
| 5     | Karin Hänel (LG Ratio Münster)               | 6,06      |
| 6     | Astrid Eimüller (LAC Quelle Fürth)           | 6,03      |
| 7     | Ute Hedicke (USC Mainz)                      | 5,99      |
| 8     | Marlies Gutewort (OSC Berlin)                | 5,88      |

Datum: 14. August

### Kugelstoßen
| Platz | Athletin, Verein                       | Weite (m) |
| ----- | -------------------------------------- | --------- |
| 1     | Eva Wilms (ESV Neuaubing)              | 19,01     |
| 2     | Beatrix Philipp (ESV Neuaubing)        | 16,61     |
| 3     | Jutta Weide (LG Bühl/Baden)            | 14,51     |
| 4     | Jutta Göhler (TuS Köln rrh. 1874)      | 14,37     |
| 5     | Marion Gröger (TuS 04 Leverkusen)      | 14,23     |
| 6     | Helga Jaxt (USC Mainz)                 | 14,20     |
| 7     | Birgit Salzer (TV 1893 Neuhausen/Erms) | 13,98     |
| 8     | Hildegard Scherl (TSV 1880 Wasserburg) | 13,91     |

Datum: 15. August

### Diskuswurf
| Platz | Athletin, Verein                                     | Weite (m) |
| ----- | ---------------------------------------------------- | --------- |
| 1     | Liesel Westermann (TuS 04 Leverkusen)                | 53,88     |
| 2     | Eva Wilms (ESV Neuaubing)                            | 49,54     |
| 3     | Marion Gröger (TuS 04 Leverkusen)                    | 48,10     |
| 4     | Marita Schuran, geb. Becker (ASV Köln)               | 47,74     |
| 5     | Anne-Chatrine Rühlow, geb. Lafrenz (Preußen Münster) | 47,46     |
| 6     | Doris Gutewort (OSC Berlin)                          | 47,26     |
| 7     | Ingra Manecke (TK Hannover)                          | 45,16     |
| 8     | Sigrid Kurzyca (USC München)                         | 44,66     |

Datum: 15. August

### Speerwurf
| Platz | Athletin, Verein                                   | Weite (m) |
| ----- | -------------------------------------------------- | --------- |
| 1     | Marion Becker, geb. Steiner (USC München)          | 59,76     |
| 2     | Ingrid Thyssen (ASV Köln)                          | 57,36     |
| 3     | Ameli Koloska, geb. Isermeyer (USC Mainz)          | 55,38     |
| 4     | Heidi Repser (LAG Lauf/Eschenau)                   | 54,50     |
| 5     | Eva Helmschmidt (LG Kappelberg)                    | 52,24     |
| 6     | Ursula Pietschmann (Stuttgarter Kickers)           | 51,38     |
| 7     | Waltraud Glasauer, geb. Romberger (USC Heidelberg) | 51,34     |
| 8     | Monika Fuchs (LAG Lauf/Eschenau)                   | 50,90     |

Datum: 14. August

### Fünfkampf,1971er Wertung
| Platz | Athletin, Verein                          | P – offiz. Wert. | P – 80er Wert. |
| ----- | ----------------------------------------- | ---------------- | -------------- |
| 1     | Eva Wilms (ESV Neuaubing)                 | 4924 BR          | 4963           |
| 2     | Liesel Albert, geb. Krauhs (TV 1895 Elm)  | 4404000          | 4322           |
| 3     | Sabine Wecke (TSV Bayer 04 Leverkusen)    | 4298000          | 4236           |
| 4     | Brigitte Holzapfel (Preussen Krefeld)     | 4281000          | 4214           |
| 5     | Ulrike Jacob (LAC Quelle Fürth)           | 4050000          | 3906           |
| 6     | Brigitte Göhrs (TK Hannover)              | 3970000          | 3828           |
| 7     | Edda Trocha, geb. Schmiedel (SG Düren 99) | 3957000          | 3825           |
| 8     | Angelika Wedwing (FC Schalke 04)          | 3790000          | 3642           |

Datum: 4./5. September
fand in Hannover statt
Im Fünfkampf erzielte Eva Wilms mit 4924 P – 1971er Wertung – (4963 P nach 1980er Wertung) einen neuen DLV-Rekord.

### Fünfkampf,1971er Wertung– Mannschaftswertung
| Platz | Verein, Besetzung                                              | Leistung (Pkte) |
| ----- | -------------------------------------------------------------- | --------------- |
| 1     | TK Hannover (Gabriele Hahn, Brigitte Göhrs, Dorothee Wosnitza) | 11.724          |
| 2     | Düsseldorfer SC 99 (Krautstein, Leboterf, Roschlau)            | 10.462          |
| 3     | FC Schalke 04 (Angelika Wedwing, Schäfers, Penk)               | 10.420          |

Datum:.
Datum: 4./5. September
fand in Hannover statt
nur 3 Teams in der Wertung

### CrosslaufMittelstrecke –2560 m
| Platz | Athletin, Verein                               | Zeit (min) |
| ----- | ---------------------------------------------- | ---------- |
| 1     | Sabine Greiner (TK Hannover)                   | 8:48,0     |
| 2     | Brigitte Kraus (ASV Köln)                      | 8:56,2     |
| 3     | Charlotte Teske, geb. Bernhard (ASC Darmstadt) | 9:00,2     |
| 4     | Christine Klemme (LG Göttingen)                | 9:02,2     |
| 5     | Mathilde Heuing (Bielefelder TG)               | 9:06,8     |
| 6     | Gerlinde Püttmann (Bielefelder TG)             | 9:12,6     |
| 7     | Petra Jürgensen (Hamburger SV)                 | 9:18,6     |
| 8     | Gabriele Klinger (TK Hannover)                 | 9:25,4     |

Datum: 14. Februar
fand in Wetter statt

### CrosslaufMittelstrecke –2560 m, Mannschaftswertung
| Platz | Verein, Besetzung                                                   | Platzziffer |
| ----- | ------------------------------------------------------------------- | ----------- |
| 1     | Bielefelder TG I (Mathilde Heuing, Gerlinde Püttmann, Czechanowski) | 22          |
| 2     | TK Hannover (Sabine Greiner, Gabriele Klinger, Rathmann)            | 22          |
| 3     | ASC Darmstadt (Charlotte Teske – geb. Bernhard, Döge, M. Rückes)    | 39          |
| 4     | Bielefelder TG II (Steffi Böker, M. Büscher, Marie-Luise Ober)      | 42          |
| 5     | Düsseldorfer SC 99 (Hedwig Romeyk, Bommes, Leboterf)                | 52          |
| 6     | Bielefelder TG III (Silvia Kayser, Koslowski, Rita Seggewiß)        | 71          |
| 7     | SCC Berlin (Gerda Reinke, Ursula Blaschke, Staschik)                | 71          |

Datum: 14. Februar
fand in Wetter statt
nur 7 Mannschaften in der Wertung

### CrosslaufLangstrecke –4350 m
| Platz | Athletin, Verein                                                    | Zeit (min) |
| ----- | ------------------------------------------------------------------- | ---------- |
| 1     | Vera Kemper (TuS Neuenkamp)                                         | 15:26,0    |
| 2     | Christa Vahlensieck, geb. Kofferschläger (Barmer TV 1846 Wuppertal) | 15:38,4    |
| 3     | Renate Kieninger (LG Offenburg)                                     | 16:06,4    |
| 4     | Manuela Preuß (FC Bayer 05 Uerdingen)                               | 16:11,4    |
| 5     | Heide Brenner (LG Jägermeister Bonn-Troisdorf)                      | 16:35,2    |
| 6     | Elisabeth Schüler (LG Jägermeister Bonn-Troisdorf)                  | 16:35,8    |
| 7     | Lonny Hoffmann (TuS Neuenkamp)                                      | 16:44,6    |
| 8     | Irene Pirang (TV Germania Trier)                                    | 16:46,8    |

Datum: 14. Februar
fand in Wetter statt

### CrosslaufLangstrecke –4350 m, Mannschaftswertung
| Platz | Verein, Besetzung                                                                         | Platzziffer |
| ----- | ----------------------------------------------------------------------------------------- | ----------- |
| 1     | LG Jägermeister Bonn-Troisdorf (Heide Brenner, Elisabeth Schüler, Ulrike Heinz)           | 29          |
| 2     | TuS Iserlohn (Rita Musiol, Gisela Schneider, Gertrud Lorenz)                              | 40          |
| 3     | TuS Neuenkamp (Vera Kemper, Lonny Hoffmann, Dieckmann)                                    | 44          |
| 4     | Barmer TV 1846 Wuppertal (Christa Vahlensieck, geb. Kofferschläger, Eva Oppermann, Tappe) | 46          |
| 5     | USC Mainz (Gentz, Gabel, Erika Fisch)                                                     | 70          |
| 6     | LG Marburg/Kirchhain (Henkel, Kellner, Schädler)                                          | 72          |
| 7     | SCC Berlin (Gerda Reinke, Ursula Blaschke, Christel Heine)                                | 76          |
| 8     | TUSEM Essen (Lilo Kallweit – geb. Marloth, Alexandra Zarpaty, Vogt)                       | 99          |

Datum: 14. Februar
fand in Wetter statt